# Trider G7
Invincible Robo Trider G7 (яп. 無敵 ロボ トライダー G7 Мутэки Робо Тораидо Джи7) — японский аниме-сериал, созданный совместно студиями Nippon Sunrise и Sotsu Agency. Транслировался по телеканалу Nagoya TV со 2 февраля 1980 года по 24 января 1981 года. Всего выпущено 50 серий аниме. Сериал был дублирован на итальянском языке и транслировался в Италии. В 1980 году в Японии выпускалась серия игрушек Тридера Джи7.

## Сюжет
Земле угрожает атака со стороны инопланетной империи роботов под предводительством лорда Закуриона. Набалон, изгнанный учёный из империи, прибывает на Землю, где начинает сотрудничать с главой компании Такэо и создаёт супер-робота Тридера Джи. Однако во время несчастного случая мистер Такэо умирает и его сын (главный герой) решет пилотировать робота, чтобы сражаться с инопланетными роботами. Ему также передаётся в наследство огромная компания отца, которая будет спонсировать робота.

## Список персонажей
- Ватта Такэо (яп. 竹尾 ワッ太) — главный герой сериала. Ему 12 лет. После смерти отца должен был стать наследником гигантской семейной компании, которая занимается обеспечением безопасности транспорта Солнечной системы. Не заинтересован управлять фирмой и соответственно учится, так как предпочитает лишь спать, есть и управлять роботом. Влюблён в Каору Таки.
- Умэмаро Какикодзи (яп. 柿小路 梅麻呂) — заместитель председателя компании. Ему 65 лет. Отвечает за бюджет компании и всеми способами стремится сэкономить деньги. Сам по себе очень скупой и передвигается на велосипеде.
- Тэцуо Ацуи (яп. 厚井 鉄男) — инженер компании, ему 50 лет, низкий и тучный, всегда носит рабочий костюм.
- Тоатиро Киносита (яп. 木下 藤八郎) — сотрудник компании, ему 25 лет. Ленивый и часто спит за работой, но не упускает время обеда.
- Икуэ Собата (яп. 砂原 郁絵) — секретарь и бухгалтер компании, ей 19 лет. Очень вежливая, Тоатиро тайно влюблён в неё.
- Отец Ватты (яп. 竹尾 道太郎) — основатель компании, которая носит его фамилию. Был первым пилотом Тридера. Оставил Ватте компанию в наследство.
- Кадзуо Такэо (яп. 竹尾 加代) — мать Ватты. Ей 43 года. Работает в детском саду.
- Сэгуру Такэо — младший брат Ватты, ему 5 лет, однако он очень смышлёный для своего возраста. Любит ходить на занятия, так как жаждет новых знаний, книжный червь.
- Учитель Даймон (яп. 大門 先生) — постоянный учитель Ватты. Спортивный, но теряет голову при виде красивой девушки.
- Мисс Миёко (яп. 鈴木 三重子) — учительница Ватты, молодая женщина в очках. Даймон тайно влюблён в неё.
- Синкики Накамура  — одноклассник и друг Ватты, носит очки. Ему 12 лет. Очень пугливый и неуверенный в себе.
- Акира Ямада (яп. 山田 アキラ) — одноклассник Ватты. Ему 12 лет, носит очки и очень умный. Соперничает с Ваттой за внимание Каору.
- Каору Таки (яп. 滝 かおる) — симпатичная и добрая одноклассница Ватты и Ямады. Они оба влюблены в неё.
- Ондрон (яп. オンドロン) — отрицательный персонаж и временный руководитель компании (пока Ватта не вырос), ему 40 лет. Делает всё, чтобы увеличить своё влияние и монополизировать компанию.
- Лорд Закурон (яп. ザクロン) — главный злодей истории, ему 23 года, командующий армией инопланетных роботов. Посылает разных роботов, чтобы уничтожить Тридера.